# لوسچیانو
لوسچیانو (به ایتالیایی: Lusciano) یک کومونه در ایتالیا است که در استان کسرتا واقع شده‌است.

## خصوصیات
لوسچیانو ۴ کیلومترمربع مساحت و ۱۴٬۷۴۹ نفر جمعیت دارد.